# Машина (посёлок)
Машина — посёлок в Брянской области в Суражском районе, в Кулажском сельском поселении в России. В посёлке Машина одна улица — Озёрная. Расположен на реке Ельня (бассейн реки Ипуть), примерно в 14 км южнее Суража, высота центра селения над уровнем моря 182 м.
Ранее селение называлось Мошина (на карте 1932 года обозначена уже Машина с 10 дворами) и, до 1921 года относилось к Суражскому уезду Черниговской губернии.

## Население
| 2010 | 2013 |
| ---- | ---- |
| 3    | →3   |